# Henry A. P. Muhlenberg

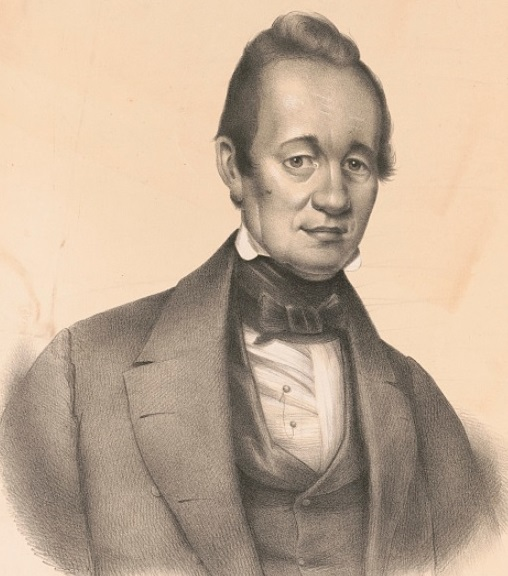
Henry A. P. Muhlenberg

Henry Augustus Philip Muhlenberg (* 13. Mai 1782 in Lancaster, Pennsylvania; † 11. August 1844 in Reading, Pennsylvania) war ein US-amerikanischer Politiker. Zwischen 1829 und 1838 vertrat er den Bundesstaat Pennsylvania im US-Repräsentantenhaus.

## Werdegang
Henry Muhlenberg entstammte einer bedeutenden Politikerfamilie in Pennsylvania. Er war der Vater von Henry Augustus Muhlenberg (1823–1854) und Neffe von Frederick Muhlenberg (1750–1801), die beide Kongressabgeordnete waren. Außerdem war er ein Neffe von Peter Muhlenberg (1746–1807), der den Staat Pennsylvania in beiden Kammern des Kongresses vertrat. Nach einer klassischen Ausbildung studierte Henry Muhlenberg Theologie. Nach seiner Ordination zum Geistlichen war er zwischen 1803 und 1829 als Pastor der Trinity Church in Reading tätig. In den 1820er Jahren schloss er sich der Bewegung um den späteren Präsidenten Andrew Jackson an und wurde Mitglied der von diesem 1828 gegründeten Demokratischen Partei.
Bei den Kongresswahlen des Jahres 1828 wurde Muhlenberg im siebten Wahlbezirk von Pennsylvania in das US-Repräsentantenhaus in Washington, D.C. gewählt, wo er am 4. März 1829 die Nachfolge von William Addams antrat. Nach drei Wiederwahlen konnte er bis zu seinem Rücktritt am 9. Februar 1838 im Kongress verbleiben. Seit 1833 vertrat er dort den neunten Distrikt seines Staates. Seit 1831 war er Vorsitzender des Committee on Revolutionary Claims. Seit dem Amtsantritt von Präsident Jackson im Jahr 1829 wurde innerhalb und außerhalb des Kongresses heftig über dessen Politik diskutiert. Dabei ging es um die umstrittene Durchsetzung des Indian Removal Act, den Konflikt mit dem Staat South Carolina, der in der Nullifikationskrise gipfelte, und die Bankenpolitik des Präsidenten.
In den Jahren 1835 und 1837 kandidierte Muhlenberg erfolglos für das Amt des Gouverneurs von Pennsylvania. Von 1838 bis 1840 war er erster amerikanischer Gesandter im Kaiserreich Österreich. 1844 wurde er von seiner Partei erneut als Kandidat für die anstehende Gouverneurswahl nominiert. Er starb aber bereits am 11. August dieses Jahres in Reading, lange vor dem Wahltermin.